# Moișa (okręg Suczawa)
Moișa – wieś w Rumunii, w okręgu Suczawa, w gminie Boroaia. W 2011 roku liczyła 584 mieszkańców.